# Líneas diurnas (Avanza Zaragoza)
Las líneas diurnas de Avanza Zaragoza son una red de líneas de autobús que dan servicio en horario diurno de lunes a domingo en la ciudad de Zaragoza (España).

## Líneas

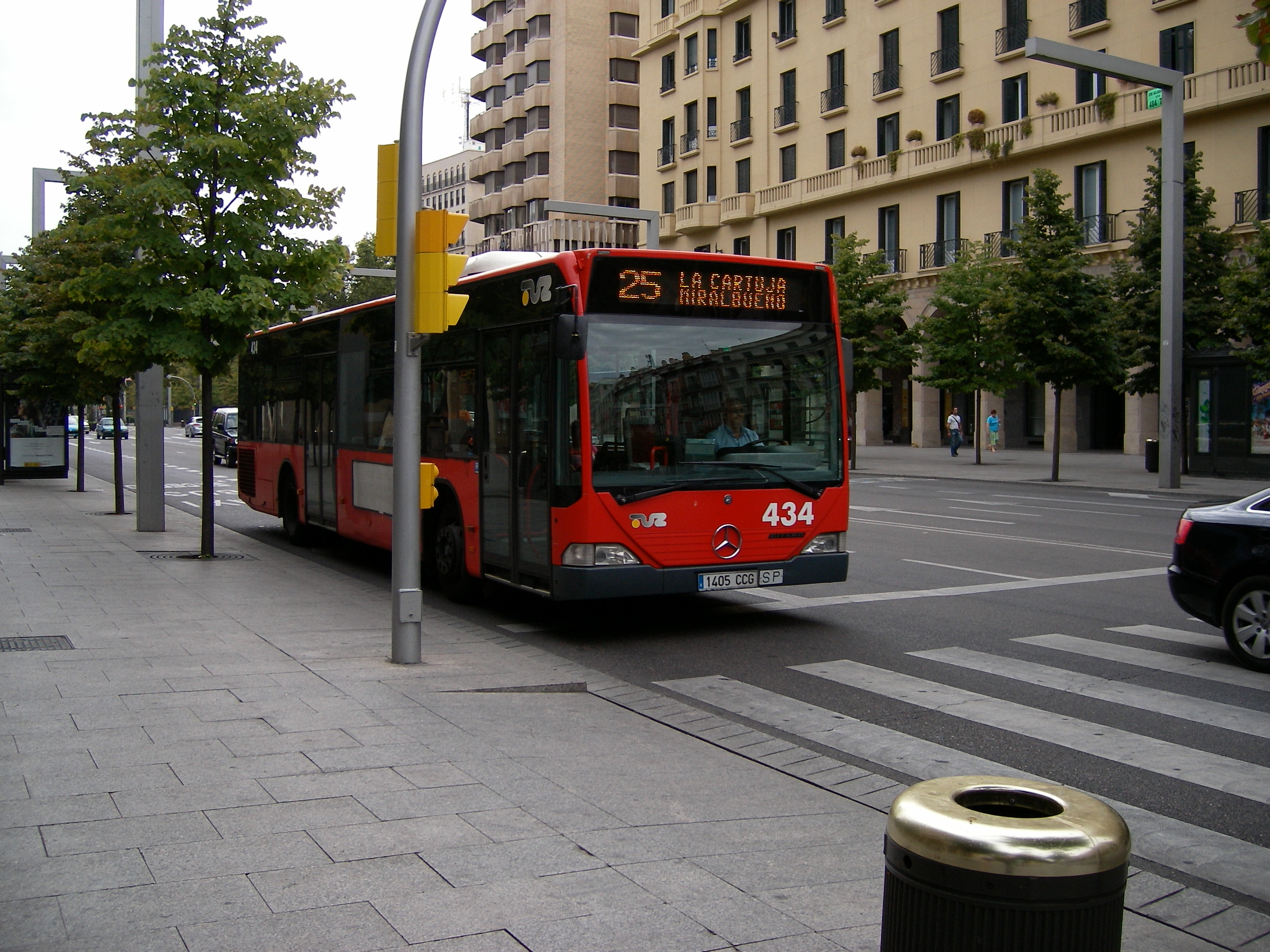
Autobús de la línea 25.

En total, esta red se compone actualmente de 34 líneas que, dibujando una retícula radial, dan cobertura a toda el área metropolitana y a los barrios rurales de Montañana, Peñaflor, San Gregorio y La Cartuja. El cliente dispone de una red de 1100 puntos de parada en los que puede acceder a los autobuses. Estos puntos están situados a una distancia media de 325 metros de separación entre ellos.
Además de las líneas diurnas estándar, existen otros dos tipos de líneas diurnas: las líneas circulares y las líneas lanzaderas.

### Líneas estándar
De las 36 líneas diurnas que prestan servicio actualmente, 27 son líneas diurnas estándar. Estas son las líneas 21, 22, 23, 25, 28, 29, 30, 31, 32, 33, 34, 35, 36, 38, 39, 40, 41, 42, 43, 44, 50, 51, 52, 53, y 60.

### Líneas circulares
Desde mayo de 2009, existen dos líneas circulares (la Ci1 y la Ci2) que permiten la conexión con los diversos barrios de la ciudad sin pasar por el centro, así como realizar trasbordo con el resto de líneas de la ciudad.
En marzo de 2025, se crearon otras dos líneas circulares, la Ci3 y Ci4.

### Líneas lanzaderas
También existen actualmente 8 líneas lanzaderas en funcionamiento: las líneas C1, C4,  54, 55, 56, 57, 58, y 59

## Horario
El horario de servicio de la red diurna es independiente en cada línea, pero todas ellas acaban antes de la una de la madrugada, cuando empieza el servicio nocturno.